# Lasioglossum opacum
Lasioglossum opacum là một loài Hymenoptera trong họ Halictidae. Loài này được Moure mô tả khoa học năm 1940.